# Balys Sruoga

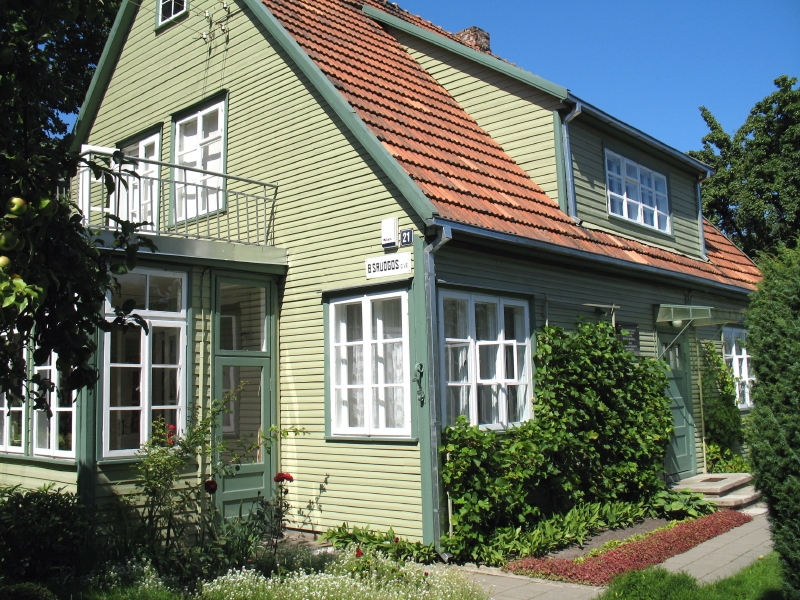
Muzeum Balysa Sruogi w Zielonej Górze w Kownie

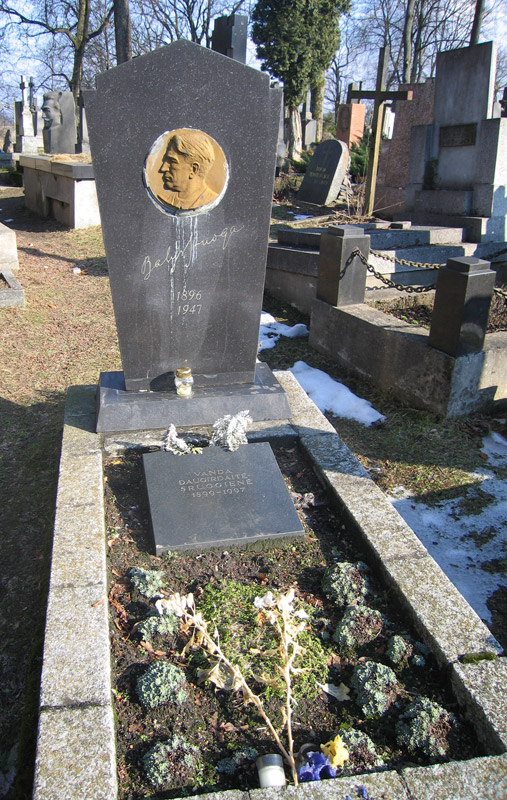
Grób Balysa Sruogi na cmentarzu Na Rossie

Balys Sruoga (ur. 2 lutego 1896 w Baibokai koło Birż, zm. 16 października 1947 w Wilnie) – litewski poeta, prozaik, dramaturg i teatrolog, profesor Uniwersytetu Litewskiego w Kownie, więzień obozu koncentracyjnego Stutthof.

## Życiorys
Ukończył gimnazjum realne w Poniewieżu. W 1914 roku przeniósł się do Petersburga, gdzie studiował w tamtejszym Instytucie Leśnym oraz na Wydziale Historii i Filologii Uniwersytetu Piotrogrodzkiego. Od 1916 roku studiował literaturę na Uniwersytecie Moskiewskim.
Po powrocie na Litwę pracował w redakcji dziennika „Lietuvos”, by w 1921 roku wyjechać na stypendium do Monachium, gdzie kształcił się w dziedzinie slawistyki oraz teatrologii. W 1924 roku obronił dysertację i uzyskał tytuł doktora filozofii. Podjął pracę na Uniwersytecie Kowieńskim na Wydziale Nauk Humanistycznych, gdzie wykładał m.in. literaturę rosyjską oraz wiedzę o teatrze.
W czasie okupacji niemieckiej został aresztowany i przewieziony do obozu koncentracyjnego Stutthof. Był więźniem podobozu Hopehill. Wspomnienia z obozu opisał w książce pt. Las Bogów. Po II wojnie światowej działał i pracował w Wilnie. Jest pochowany na cmentarzu Na Rossie.

## Twórczość
- 1919: Deivė iš ežero[6]
- 1920: Saulė ir smiltys (Słońce i piasek)[1]
- 1923: Dievų takais (Ścieżkami bogów)[1]
- 1930: Lietuvių teatras Peterburge[6]
- 1932: Milžino paunksmė (W cieniu olbrzyma)[1]
- 1947: Kazimieras Sapiega[1]
- 1949: Lietuvių liaudies dainų rinktinė[6]
- 1957: Dievų miškas (Las bogów)[1] – książka doczekała się ekranizacji(inne języki) w 2005[3]

## Upamiętnienie
1 października 1966 roku na domu pisarza na Zielonej Górze w Kownie została odsłonięta tablica upamiętniająca. Została zmodyfikowana w 2007 roku. 5 lutego 2006 roku z okazji 110. rocznicy urodzin poety została organizowana wystawa „Balys iš Baibokai”. W otwarciu wystawy wzięli udział niektórzy krewni pisarza.